# Манухин, Виктор Сергеевич
Ману́хин Виктор Сергеевич (18 сентября 1926, Павловский Посад — 25 мая 1974, там же) — востоковед-китаист, литературовед, переводчик, доцент Института восточных языков (ИВЯ-ИСАА) при МГУ им. М. В. Ломоносова. Известен как автор перевода на русский язык и исследователь средневекового китайского романа-эпопеи в прозе и стихах «Цзинь, Пин, Мэй, или Цветы сливы в золотой вазе» (XVI в.). Впервые на русском языке написал специальные работы, посвященные творчеству Тан Сяньцзу, Ли Чжи, Хун Шэна, литературному образу Чжо Вэньцзюнь.

## Биография
Родился 18 сентября 1926 в г. Павловском Посаде Московской области в семье служащих Манухина Сергея Антоновича и Манухиной (Болтинской) Елизаветы Алексеевны. Мать умерла вскоре после родов, и второй матерью для Виктора стала тетя Евдокия Антоновна Манухина (1886—1973), родная сестра отца. В 1945 г. поступил на китайское отделение Московского института востоковедения (МИВ), которое окончил в 1952 г. На последних курсах проходил двухгодичную стажировку в Китае, работая переводчиком.
С 1953 по 1956 гг. учился в аспирантуре восточного отделения филологического факультета МГУ им. М В. Ломоносова по кафедре китайской филологии (зав. кафедрой проф. Любовь Дмитриевна Позднеева). Был в числе первых сотрудников кафедры китайской филологии филологического факультета ИВЯ при МГУ: с 1956 г. преподаватель, затем доцент (ученое звание присуждено 24 сентября 1969 г.). 20 ноября 1964 г. защитил кандидатскую диссертацию по теме «Социально-обличительный роман „Цзинь, Пин, Мэй“ (XVI в.). От традиций к новаторству» (научный руководитель — проф. Л. Д. Позднеева). В разные годы вел курсы по истории средневековой китайской литературы, иероглифике, древнекитайскому языку, истории китайской культуры, занятия по стихотворному переводу. Руководил многочисленными курсовыми, дипломными и диссертационными работами. С 1973 г. — доцент кафедры истории литератур стран Азии и Африки ИСАА. Автор более 25 публикаций (статьи в журналах, справочных изданиях, главы в учебных пособиях). Всю свою научную жизнь В. С. Манухин посвятил изучению романа «Цзинь, Пин, Мэй, или Цветы сливы в золотой вазе». Выполненный им перевод романа — в сокращенном наполовину виде и искаженный редакторским вмешательством — был издан в 1977 г. в издательстве «Художественная литература», полный авторский перевод романа объёмом ок. 98 п. л. не издан до сих пор.
В родном городе Павловском Посаде был известен как интеллектуал, эрудит и библиофил. Проживал в одноэтажном деревянном доме по адресу ул. Ленина, 17. Архив и научная библиотека В. С. Манухина были переданы коллегам из ИСАА. Похоронен на погосте Павлово-Посадского Покровско-Васильевского монастыря на участке у южной стены собора.

## Основные публикации
- Художественное обобщение в первых китайских романах // НДВШ. Филологические науки. — 1959. — № 4.
- Антология китайской классики. Рец. на кн.: Китайская классическая проза в переводах акад. В. М. Алексеева // Вестник АН СССР. — 1959. — № 9.
- «Продажность чиновников»: «Цзинь, Пин, Мэй». Фрагм. из глав 17—18 / Пер. В. С. Манухина // Хрестоматия по истории Китая в Средние века (XV—XVII вв.). — М.: МГУ, 1960. С. 71—79.
- Роман «Цзинь, Пин, Мэй» и борьба с биографическим направлением в китайской критике // НДВШ. Филологич. науки. — 1961. — № 2 (14). С. 116—128.
- Социально-обличительный роман «Цзинь, Пин, Мэй» (XVI в.). От традиций к новаторству. Автореф. дисс. … к.филол.н. — М.: МГУ, 1964.
- Взгляды Ли Чжи и творчество его современников // Труды межвузовской научной конференции по истории литератур зарубежного Востока. — М., 1970.
- «Идеологическая и литературная борьба»; «Народные книги, повести и романы (XIV—XVII вв.)» // Литература Востока в средние века / Под ред. Н. И. Конрада и др. — Ч. 2. — М.: МГУ, 1970. С. 206—233 (в соавт. с Л. Д. Позднеевой, Д. Н. Воскресенским).
- Идейные истоки драмы Хун Шэна «Дворец Вечной жизни» // Литература и культура Китая. Сб. Ст. к 90-летию акад. В. М. Алексеева. — М.: Наука, 1972. С. 238—247.
- Драма Тан Сяньцзу «Хо Сяо юй, или История пурпурной шпильки» // Вопросы китайской филологии. Сб. ст. Т. 2 / Под ред. М. К. Румянцева и Е. А. Цыбиной. — М.: МГУ, 1974.
- Чжо Вэньцзюнь и Таньянцзы: идейное противоборство // Вестник МГУ. Востоковедение. — 1977. — № 4. С. 43сл.
- Приемы изображения человека в романе «Цзинь, Пин, Мэй» // Теоретические проблемы изучения литератур Дальнего Востока / Отв. ред. Л. З. Эйдлин. — М.: Наука, 1977. С. 106—113.
- Цветы сливы в золотой вазе, или Цзинь, Пин, Мэй / Пер. В. С. Манухина. В 2-х т. — М.: Худ. лит-ра, 1977.
- Об авторе романа «Цзинь Пин Мэй» // Проблемы восточной филологии. — М., 1979.